# Dovevi amarmi così
Dovevi amarmi così è un album del cantautore italiano Leano Morelli, pubblicato dall'etichetta discografica Fonit Cetra nel 1984.
Il disco è prodotto da Alessandro Colombini e Natale Massara, che ne cura anche gli arrangiamenti.

## Tracce

### Lato A
1. Ma cos'è successo
2. Una vela
3. Ibrahim
4. Quando finirà
5. Le giostre

### Lato B
1. Dovevi amarmi così
2. Piccola stufina di Mosca
3. Una faccia sul triste
4. Domani
5. Piccole isole

## Formazione
- Leano Morelli – voce
- Claudio Bazzari – chitarra acustica, chitarra elettrica
- Natale Massara – tastiera, cori, sintetizzatore, sax
- Paolo Donnarumma – basso
- Ellade Bandini – batteria
- Aldo Banfi – tastiera, sintetizzatore
- Manrico Mologni – pianoforte, cori
- Roberto Giuliani – tastiera, sintetizzatore
- Alessandro Colombini – cori